# 香林寺 (川崎市)

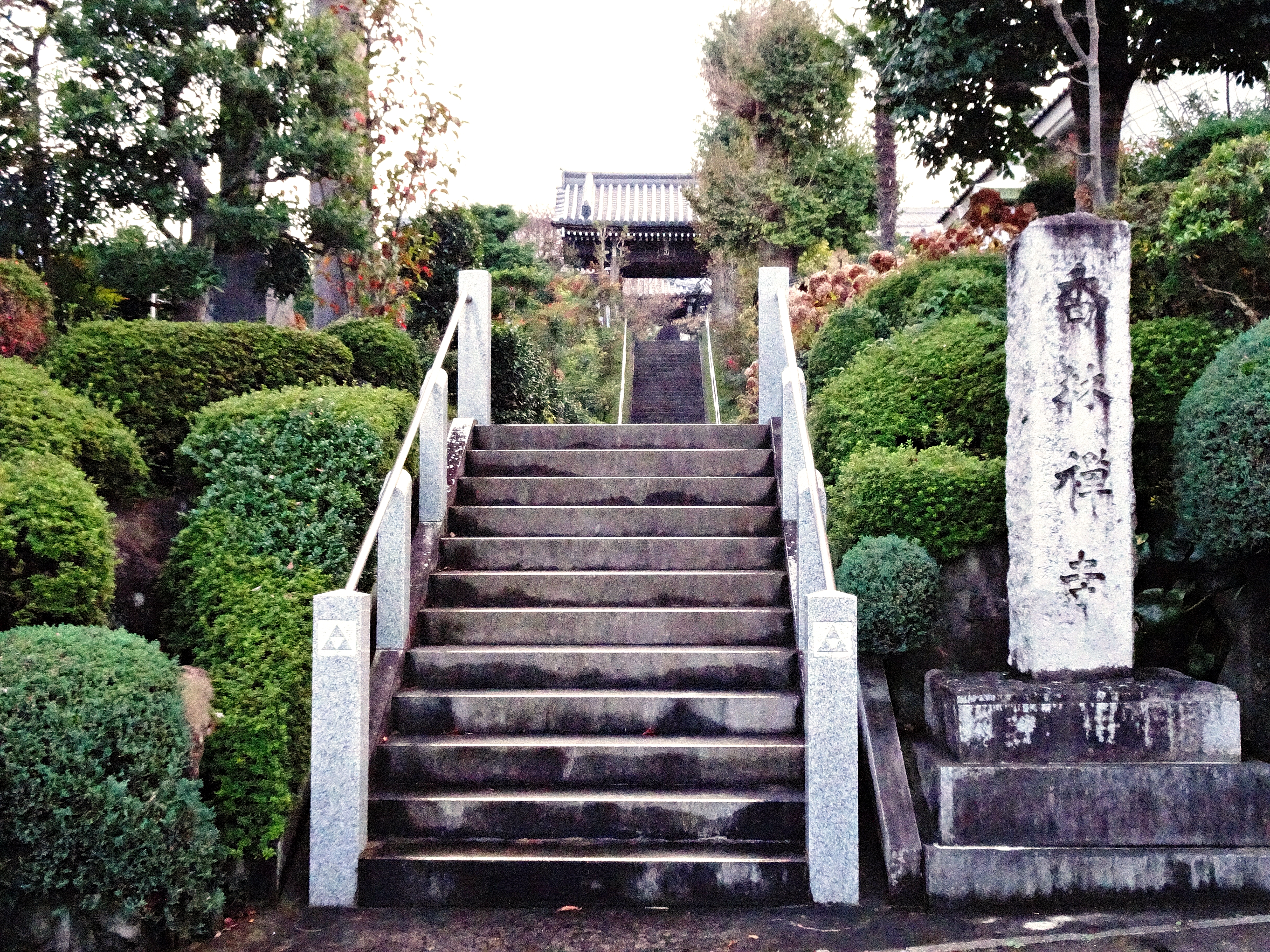
香林寺の山門と参道

香林寺（こうりんじ）は、神奈川県川崎市麻生区にある臨済宗建長寺派の寺院。山号は南嶺山。本尊は十一面観音。

## 歴史
- 1525年（大永5年）、寿福寺の南樹法泉が開山する[2]。
- 慶長年間（1596年から）山号を南嶺山、寺号を香林寺と称する[2]。
- 1830年（文政13年）、火災で伽藍を焼失する[2]。
- 1921年（大正10年）、聖徳太子像が太子の1300年遠忌にあたり奉安される。
- 1923年（大正12年）、関東大震災で被災し本堂に被害を受け庫裡が全壊する[2]。
- 1971年（昭和46年）、本堂及び庫裡を新築し、客殿を増築する。
- 1978年（昭和53年）、細山第2土地区画整理事業に伴う墓地移葬供養のため鐘楼が建立する。
- 1986年（昭和61年）、聖徳太子殿を建立した。
- 1987年（昭和62年）、細山地区と金程地区の五大事業の完成を記念して五重塔を建立する。
- 1993年（平成5年）、老朽化した山門を再建し、参道を改修する。
- 1997年（平成9年）、庫裡、客殿を改築する。

## 伽藍
- 本堂
- 五重塔
- 聖徳太子殿
- 庫裏
- 客殿

## 寺宝
- 聖徳太子像、作者は高村光雲[2]。
- 四天王像